# Max Noether
Max Noether, född 24 september 1844, död 13 december 1921, var en tysk matematiker. Han var far till Emmy och Fritz Noether, som båda gick i hans fotspår.
Noeterh blev professor i Erlangen 1875. Berlinakademien förlänade honom Steinerska priset 1880. Noether författade betydelsefulla arbeten inom de algebraiska funktionernas teori, bland annat den tillsammans med Alexander von Brill utgivna Über die Entwicklung der Theorie der algebraischen Functionen in älterer und neuerer Zeit (1894) samt därmed sammanhängande matematiska teorier.